# Фторид рутения(VI)
Фторид рутения(VI) — неорганическое соединение, 
соль металла рутения и плавиковой кислоты
с формулой RuF6,
тёмно-коричневые кристаллы,
реагирует с водой,
разъедает стекло.

## Получение
- Действие фтора при пониженном давлении на порошкообразный рутений:

{\displaystyle {\mathsf {Ru+3F_{2}\ {\xrightarrow {750^{o}C}}\ RuF_{6}}}}

## Физические свойства
Фторид рутения(VI) образует тёмно-коричневые кристаллы,
гидролизуется водой, разлагает стекло, слабо действует на кварцевое стекло.
Хранят в никелированных сосудах.
Соединение плавится при 54°С, а при 2,5°С в нём происходит фазовый переход.
Легко возгоняется: давление пара 23 мм Hg0°С; 67 мм Hg17,6°С.

## Химические свойства
- Разлагается при нагревании:

{\displaystyle {\mathsf {2RuF_{6}\ {\xrightarrow {200^{o}C}}\ 2RuF_{5}+F_{2}}}}